# Indywidualny Puchar Mistrzów na Żużlu 1987
Indywidualny Puchar Mistrzów 1987 – zawody żużlowe, mające na celu wyłonienie medalistów Indywidualnego Pucharu Mistrzów w sezonie 1987. Zwyciężył Węgier Zoltán Adorján.

## Wyniki
- Miszkolc, 2 sierpnia 1987

| Msc. | Zawodnik             | Kraj            | Pkt |             |  |
| ---- | -------------------- | --------------- | --- | ----------- |  |
| 1    | Zoltán Adorján       | Węgry           | 12  | (0,3,3,3,3) |  |
| 2    | Armando Castagna     | Włochy          | 12  | (1,2,3,3,3) |  |
| 3    | Neil Evitts          | Wielka Brytania | 11  | (3,3,w,2,3) |  |
| 4    | Per Jonsson          | Szwecja         | 11  | (3,0,3,3,2) |  |
| 5    | Antonín Kasper       | Czechosłowacja  | 11  | (1,3,2,2,3) |  |
| 6    | Arne Svendsen        | Norwegia        | 10  | (3,1,2,3,1) |  |
| 7    | Gerd Riss            | RFN             | 9   | (3,1,3,–,2) |  |
| 8    | Diethelm Triemer     | NRD             | 7   | (2,3,0,1,1) |  |
| 9    | Wojciech Żabiałowicz | Polska          | 7   | (2,2,2,0,1) |  |
| 10   | Heinrich Schatzer    | Austria         | 6   | (2,1,1,0,2) |  |
| 11   | Walerij Gordiejew    | ZSRR            | 5   | (1,2,0,–,2) |  |
| 12   | Jens Henry Nielsen   | Dania           | 4   | (2,0,2,–,0) |  |
| 13   | Nikołaj Manew        | Bułgaria        | 4   | (0,0,1,2,1) |  |
| 14   | Juha Moksunen        | Finlandia       | 3   | (0,1,1,1,0) |  |
| 15   | Artur Horvat         | Jugosławia      | 2   | (0,2,0,0,0) |  |
| 16   | Henk Steman          | Holandia        | 2   | (1,0,0,1,0) |  |
|      | rez. Sandor Ujheli   | Węgry           | 1   |             |  |
|      | rez. Janos Szczercs  | Węgry           | 0   |             |  |